# Dimitry Politov
Dimitri Politov est un danseur russe de pole dance, champion du monde en 2016 et 2017. 
Il a commencé la pratique de la pole dance en 2012 et a gagné la même année deux compétitions nationales ainsi que la première place au concours Mr Pole Dance Russia. Il a depuis remporté de nombreuses compétitions et championnats.

## Palmarès
- Vainqueur du World Pole Dance Championships à Pékin, 2015.
- Vainqueur du Battle of the Pole à Prague, 2015.
- Vainqueur du Pole Art Italy à Milan, 2015.
- Vainqueur du Pole Art Chypre, 2016.
- Vainqueur du Pole Art Suisse, 2016.
- Vainqueur du World Ultra Pole Championship à London, 2016.
- Vainqueur du World Pole Sport Championship, 2017.
- Vainqueur du World Pole Art Championship dans la catégorie doubles, à Amsterdam, 2017.